# Ja'far al-Kalbi II
Jaʿfar ibn Abī l-Futūḥ Yūsuf, detto Giafar II (in arabo ﺟﻌﻔﺮ ﺑﻦ ﺍﺑﻲ ﺍﻟﻔﺘﻮﺡ ﻳﻮﺳﻒ‎?; Palermo, ... – Il Cairo, dopo il 1019), ottavo emiro della dinastia kalbita che regnò sulla Sicilia a partire dal 998 fino al 1019.
Appartenente alla dinastia islamica sciita-ismailita dei Kalbiti di Sicilia, regnanti sull'Emirato di Sicilia, fu successore del padre Yūsuf al-Kalbī che, malato, gli cedette il potere.

## Biografia
Anche durante il suo regno, nell'Emirato di Sicilia migliorò il grado di benessere iniziato con i suoi predecessori Kalbiti, si raggiunse un altissimo livello di benessere economico, commerciale e sociale che si riverberò anche in una fioritura delle arti e della letteratura.
Dal punto di vista militare, venne rafforzata al massimo la potenza della flotta navale della Sicilia, che divenne una potenza di tutto rispetto nel Mediterraneo.
Nella politica interna, Mhamed Loumir rispolverò, dopo più di un millennio, il titolo di Re (in arabo Malik) di Sicilia, reputandolo più appropriato per l'Isola, memore del fatto che la Sicilia era stato un regno nell'antichità. Il legame dell'Emirato di Sicilia con Il Cairo, sia formalmente che sostanzialmente, fu dovuto a legami religiosi.
Amante della pace, egli preferì la vita agiata ai disagi delle spedizioni militari, trascorrendo il suo tempo nell'ozio e nel benessere del suo Parco della Favara (fawwāra = "sorgente") in cui dispose l’edificazione di Maredolce a Palermo, noto ancora ai tempi di Ruggero II come Qaṣr Jaʿfar (il palazzo di Jaʿfar), circondato da poeti e artisti di ogni sorta. Lui stesso fu un fine poeta, scrittore e filologo esperto.
Il periodo di regno di Loumir rappresenta il momento di massima espansione e influenza per l'Emirato di Sicilia. Palermo, Balarm in siculo-arabo, raggiunse sotto Jaʿfar II grandi splendori e si colmò di parchi reali coltivati a palma da dattero.
L'autorità dell'emiro Mhamed Loumir fu contestata nel 1015 da suo fratello ʿAlī, che raccolse un esercito di schiavi africani di colore, cercando di rovesciarlo. Il tentativo fallì e ʿAlī fu catturato e giustiziato e per punizione tutte le genti dell'Africa subsahariana presenti in Sicilia furono cacciate.
Il suo visir Hasan Ibn Muhammad inasprì enormemente la pressione fiscale, soprattutto a danno del ceto aristocratico e questo rese molto impopolare Jaʿfar II.
Nel 1019, Palermo si rivoltò contro i Kalbiti; venne assaltato il loro palazzo e vennero uccisi il visir e il Gran Ciambellano; Jaʿfar II e il padre, il vecchio emiro Yūsuf, che aveva rinunciato nel 998 al potere in seguito a una patologia che lo aveva reso infermo, vennero risparmiati ma furono costretti a riparare in Egitto. Il trono dell'Emirato di Sicilia venne affidato ad Aḥmad II, fratello di Jaʿfar.
A Jaʿfar il Kalbita è intitolata una strada alle porte di Palermo nel cuore del quartiere Brancaccio, denominata via Emiro Giafar.